# Duttenhofer (Unternehmen)
Die Duttenhofer GmbH & Co. KG ist ein deutsches Versandhandelsunternehmen für Foto-, Unterhaltungselektronik-, Computer-, Telecom- und Elektrohaushaltsprodukte mit Sitz in Würzburg. Der Konzern Duttenhofer Group betreibt sechs Versandhandelsunternehmen im Groß- und Einzelhandel sowie Zweigniederlassungen in Italien, Spanien und den Niederlanden. Mutterunternehmen des Konzerns ist die Duttenhofer Verwaltung GmbH, die zugleich persönlich haftende Gesellschafterin der operativ tätigen Duttenhofer GmbH & Co. KG ist.

## Unternehmensgeschichte
Die Duttenhofer GmbH & Co. KG wurde im Jahr 1904 als kleines Fotogeschäft in der Innenstadt von Würzburg gegründet. Anfang der 1970er Jahre begann das Unternehmen mit der Versandhandelstätigkeit. Neben dem Duttenhofer Großhandel (DGH) nahm auch der als Würzburger Fotoversand (WFV) bezeichnete Endverbraucherversand seine Tätigkeit auf. Zu Beginn der Internetzeit erfuhr der Fotoversand eine Umfirmierung in Technikdirekt.de. 2005 wurde das Fotogeschäft in der Würzburger Domstraße an die Metro Group verkauft und ist inzwischen ein Media Markt. Die Duttenhofer-Gruppe ist seither nur noch im Versandhandel (B2B und B2C), insbesondere im E-Commerce tätig.
Duttenhofer GmbH & Co. KG ist ein Familienunternehmen. Gegenwärtiger geschäftsführender Gesellschafter ist Rolf Duttenhofer. Gemeinsam mit Marcel Tully führt er die Unternehmensgruppe in dritter Generation.

## Unternehmensgruppe
Zur Duttenhofer Gruppe gehören neben der Duttenhofer Verwaltung GmbH als Mutterunternehmen acht vollkonsolidierte inländische Tochtergesellschaften (alle Sitz Würzburg) und eine italienische Tochtergesellschaft.
Ausgewählte Tochtergesellschaften sind:
- Duttenhofer GmbH & Co. KG, u. a. mit der Zweigniederlassung DGH Großhandel als Vollsortiment-Großhandel für Foto- und Unterhaltungselektronik sowie mit der Zweigniederlassung Technikdirekt als Betreiber von Onlineshops für Verbraucher und Gewerbekunden tätig
- DexxIT GmbH & Co. KG, ein Spezialdistributor für Digital Imaging und Unterhaltungselektronik